# Lidija Wladimirowna Wertinskaja
Lidija Wladimirowna Wertinskaja (russisch Лидия Владимировна Вертинская; geb. Zirgwawa, russisch Циргвава; * 14. April 1923 in Harbin, Republik China; † 31. Dezember 2013 in Moskau) war eine sowjetische Malerin und Schauspielerin.

## Frühe Jahre
Lidija Wertinskaja wurde als Tochter von Wladimir Konstantinowitsch († 1933) und Lidija Pawlowna Zirgwawa, geb. Fomina, in der Mandschurei geboren, wohin ihre georgisch-stämmigen Großeltern väterlicherseits gezogen waren. Der Großvater Konstantin Zirgwawa war zunächst Offizier, wandte sich dann aber der Landwirtschaft und Imkerei zu. Wladimir Zirgwawa, der in der Heimat seiner Eltern die Schule besucht hatte, konnte in China anfangs nur schwer beruflich Fuß fassen, erhielt jedoch letztlich eine Stelle in der Verwaltung der Ostchinesischen Eisenbahn.
Lidijas Urgroßvater mütterlicherseits lebte in Daurien, seine Tochter zog mit ihrem Mann, einem Donkosaken, in die Mandschurei. In Harbin lernte Lidija Fomina ihren künftigen Ehemann kennen.
Nach dessen Tod zogen Mutter und Tochter nach Yantai, wo die junge Lidija zunächst in einem Nonnenkloster lebte. Anfangs erhielt sie Unterstützung durch ihren Patenonkel Wladimir Karseladse, der jedoch 1936 in die Sowjetunion auswanderte. Auf Initiative der Mutter ging Lidija zu ihrer Tante nach Shanghai. Dort besuchte sie eine englische Schule und arbeitete anschließend im Versandhandel. 1940 lernte sie den mehr als 33 Jahre älteren Künstler und Sänger Alexander Nikolajewitsch Wertinski kennen, am 26. April 1942 gingen sie in Shanghai trotz der Bedenken ihrer Mutter aufgrund des Altersunterschiedes die Ehe ein. Da sich die Lebensverhältnisse infolge der japanischen Invasion zunehmend verschlechterten, stellte das Paar ein Bittgesuch an Wjatscheslaw Michailowitsch Molotow. Nach dem positiven Bescheid siedelten sie mit ihrer Tochter Marianna sowie Lidijas Mutter am 4. November 1943 in die Sowjetunion über. 1946 erhielt die Familie eine große Wohnung in Moskau, in der Lidija bis zu ihrem Tod lebte.

## Künstlerische Laufbahn
Wertinskaja absolvierte bis 1955 ein Studium am Moskauer Kunstinstitut Surikow. Aufgrund ihres Interesses für Gravurarbeiten arbeitete sie als Künstlerin in einer Druckerei, nahm darüber hinaus aber auch mit eigenen Werken an Ausstellungen teil. Nach dem Tod Alexander Wertinskis im Jahr 1957 verdiente sie ihren Lebensunterhalt durch den Verkauf von Bildern. Ihr bevorzugtes Thema waren Naturdarstellungen.
Parallel zu ihrer Ausbildung begann Anfang der 1950er Jahre Wertinskajas Filmlaufbahn als Darstellerin eines Phönix in Alexander Ptuschkos Sadkos Abenteuer. Sie verfügte über keine Schauspielerfahrung, sondern wurde nach eigenen Aussagen lediglich aufgrund ihres fotogenen Gesichts engagiert. Neben der Darstellung einer Herzogin in Don Quichotte (1957) und der Frau Marta in  Das Mädchen aus Kiew (1958) war sie in den folgenden Jahren noch in zwei Märchenfilmen Alexander Rous zu sehen. Nach Im Königreich der Zauberspiegel (1963), in dem sie eine leitende Nebenrolle gab, beendete Wertinskaja ihre filmisches Schaffen.
Im Jahr 2004 veröffentlichte sie ihre Autobiografie Синяя птица любви (Sinjaja ptiza ljubwi).

## Privates

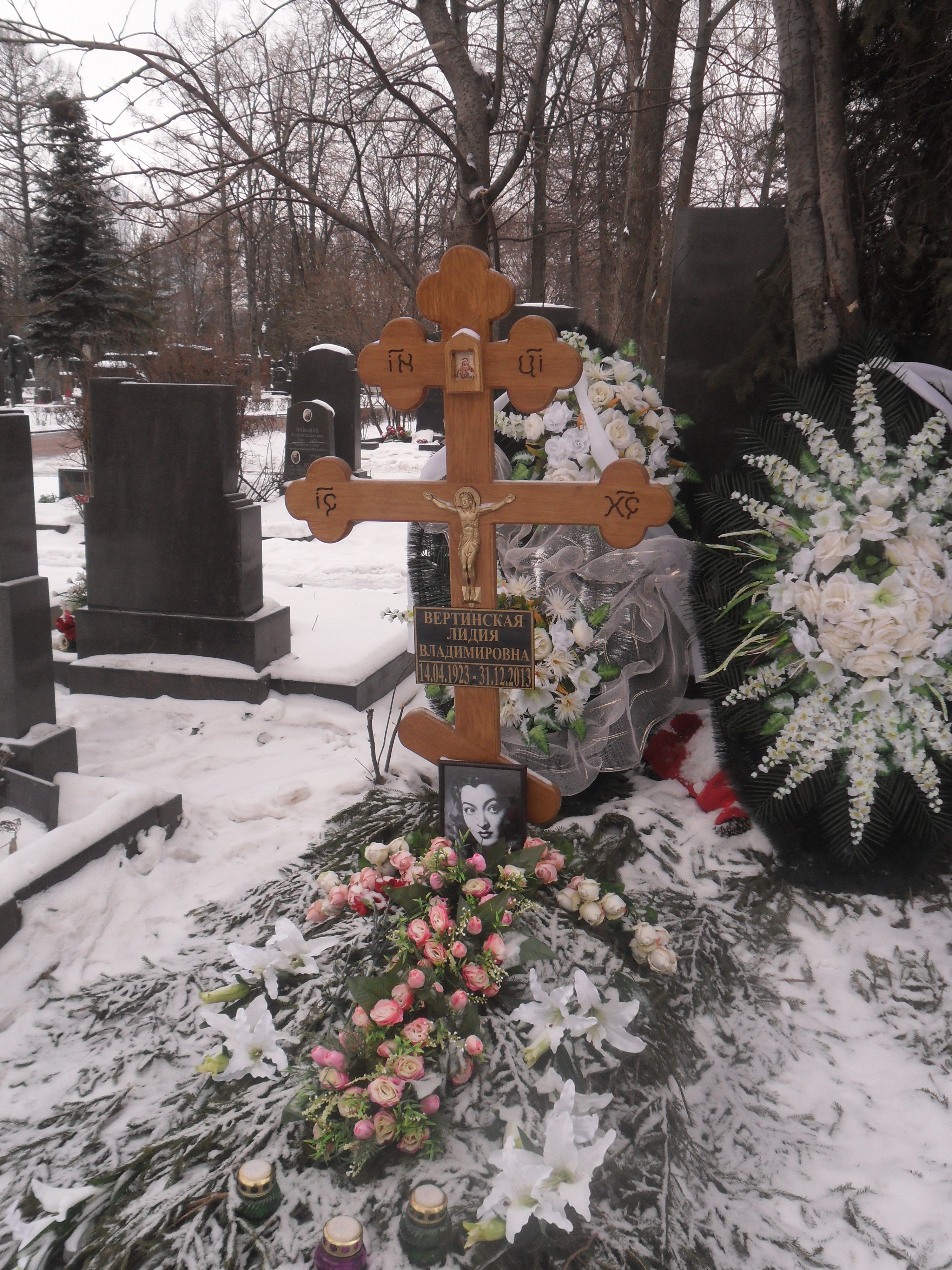
Wertinskajas Grab

Marianna, die erste Tochter des Ehepaares, kam am 28. Juli 1943 in Shanghai zur Welt. Sie wurde Schauspielerin und ist wiederum die Mutter der Künstlerin und Fernsehmoderatorin Alexandra Wertinskaja und von Daria Chmelnizkaja. Über Alexandra wurden Lidija Wertinskaja die Urenkelinnen Wassilissa (* 1999) und Lidija (* 2010) geboren.
Die zweite Tochter, Anastassija (* 1944), ergriff ebenfalls den Schauspielberuf. Sie ist die Mutter des Schauspielers und Unternehmers Stepan Michalkow, sowie Großmutter von Alexandra (* 1992), Wassili (* 1999) und Peter Michalkow (* 2002).
Lidija Wertinskaja verstarb 90-jährig nach langer Krankheit in einer Moskauer Klinik und wurde am 3. Januar 2014 auf dem Nowodewitschi-Friedhof beigesetzt.

## Filmografie
- 1953: Sadkos Abenteuer (Sadko)
- 1957: Don Quichotte
- 1957: Die Abenteuer des gestiefelten Katers (Nowy pochoschdenija Kota w Sapogach)
- 1958: Das Mädchen aus Kiew (Kijanka)
- 1963: Im Königreich der Zauberspiegel (Korolestwo kriwych serkal)